# Calvario (Torreblanca)
La Ermita del Calvario o la Capilla del Santísimo Cristo del Calvario, de Torreblanca, está situada al NO de la población, en la cumbre de la montañita del Calvario. Ante la ermita se encuentran los casalicios del Calvario, y a un lado la iglesia de San Francisco, todo incluido en un jardín cerrado de unos 8000 m².

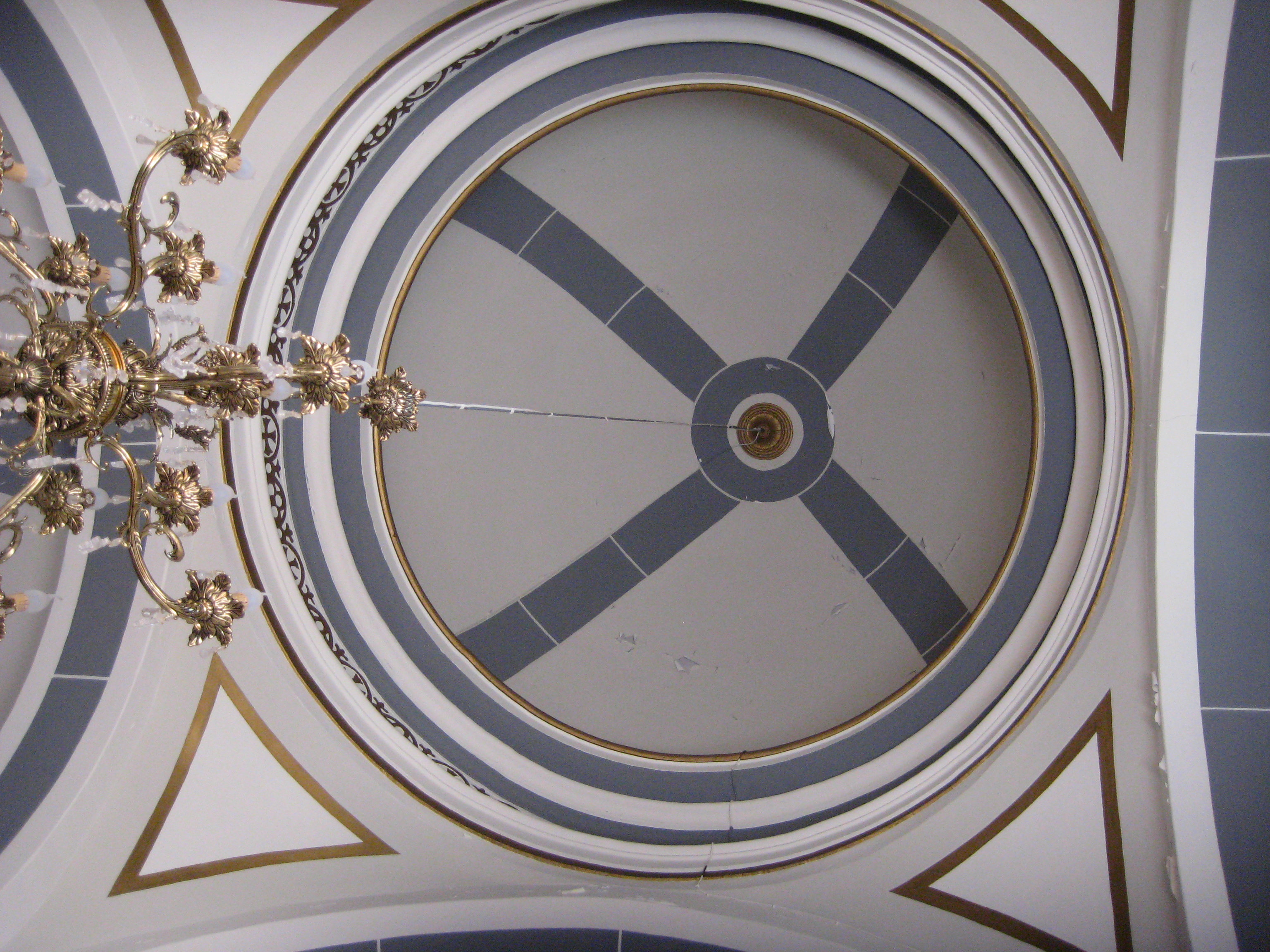
Cúpula de la ermita del Calvario

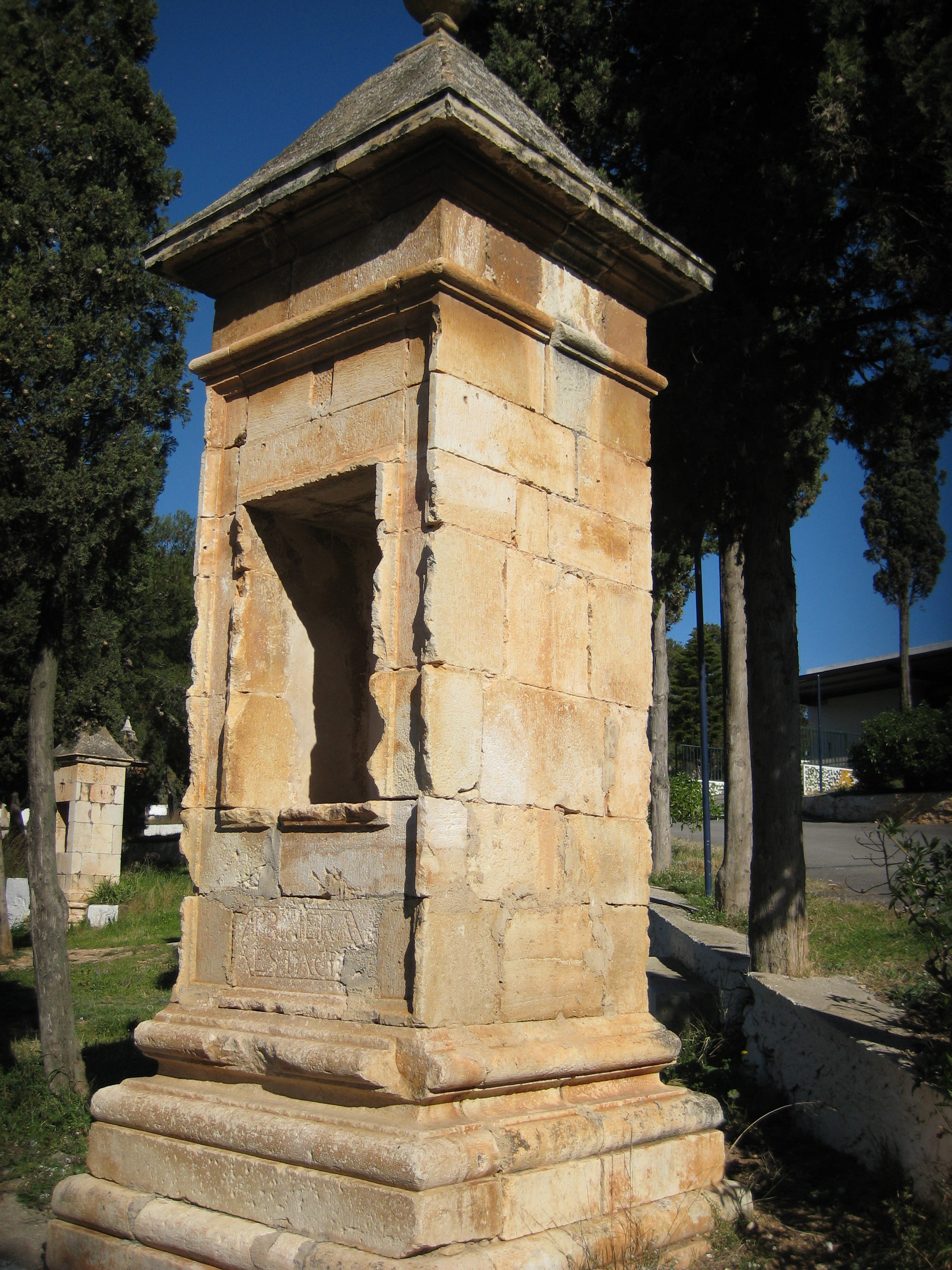
Primera estación del Calvario

En 1982 se inicia el expediente de declaración del conjunto –capilla del Calvario y recinto de las estaciones, junto la iglesia de San Francisco–, como Monumento Histórico-artístico de carácter nacional, y el 28 de septiembre de 2007 se reconoce el conjunto como Bien de interés cultural, en la categoría de Monumento.
El edificio y el recinto son del siglo XVIII y las estaciones fueron construidas entre los años 1721 y 1740, según está indicado en las mismas estaciones.Siendo la sexta estación la primera en estar fechada en 1721 y la decimotercera en 1740 es de suponer que las cinco primeras estaciones pudieran haberse empezado a construir una vez iniciado el traslado de la antigua Iglesia de San Francisco a la nueva de San Bartolomé en 1692, resultando imposible saber el año de conclusión de todo el conjunto de capillas al no estar fechada la decimocuarta y última capilla.
Al traspasar la portada de ingreso del recinto del Calvario, aparece un camino en zigzag que va subiendo a la ermita del Calvario formando el vía Crucis. Las estaciones van apareciendo junto al camino, rodeadas de cipreses. Tienen planta cuadrada, de sillares, de 80 cm de lado y de más de 4 m de altura, con remate piramidal y en la parte central de cada estación se abre una capillita donde se coloca un retablo cerámico, y por debajo, aparece grabada la descripción.
La ermita del Calvario es de planta cuadrada con una cúpula sin tambor ni linterna, presbiterio con cubierta de bóveda de cañón y cabecera plana, y una pequeña sacristía junto al Evangelio, adosada al presbiterio. Al exterior, la cúpula extradossa con una bóveda de ocho gajos, cargada sobre un delgada octagonal, el resto del crucero tiene cubierta de pabellón, y el presbiterio, cubierta de dos vertientes.
La fachada de la ermita, a los pies del templo, presenta un frontis rectangular, centrado con una portada de arco de dintel, y por encima, una ventana. Coronando la cornisa, una sencilla espadaña.
El conjunto se completaba con 7 capillas dedicadas a Los Dolores de la Virgen, realizadas en mamposterÍa y revoco de barro y cal. Estas fueron desapareciendo a lo largo del siglo XX derribándose las 3 últimas a principios de los años 70 del siglo XX. 
Tanto los retablos del Vía Crucis como los de Los Dolores anteriores a la guerra civil estaban realizados con cerámica de la Alcora. En la actualidad fueron reemplazados por otros realizados en Ribesalbes.